# Henri Vilbert (Schauspieler)
Henri Vilbert (* 6. April 1904 als Henri Miquely in Marseille; † 19. April 1997 in Cagnes-sur-Mer) war ein französischer Schauspieler.

## Leben
Henri Vilbert debütierte 1923 auf der Theaterbühne und trat ab 1930 auch im Kinofilm auf. Im Charakterfach spielte er ganz unterschiedliche Rollen. Renommierte Regisseure des französischen Nachkriegskinos wie Claude Autant-Lara, André Cayatte und Julien Duvivier boten ihm anspruchsvolle Aufgaben. Bei den Internationalen Filmfestspielen von Venedig erhielt Vilbert 1953 den Preis als bester Darsteller für seine Rolle in Le bon Dieu sans confession.

## Filmografie (Auswahl)
- 1921: Tartarin sur les Alpes
- 1936: Mayerling
- 1941: Der Mörder wohnt Nr. 21 (L’assassin habite au 21)
- 1950: Radio X spielt auf (Nous irons à Paris), alternativ Ja, in Mexiko
- 1950: Der Totentisch (La table aux creves)
- 1952: Der Bäcker von Valorgue (Le boulanger de Valorgue)
- 1953: Feuriges Blut, wilde Leidenschaft (Sang et lumières)
- 1953: Le Bon Dieu sans confession
- 1953: Wir sind alle Mörder (Nous sommes tous des assassins)
- 1954: Ali Baba (Ali Baba et les quarante voleurs)
- 1955: Wandel des Herzens (La vena d‘oro)
- 1955: Der Engel, der ein Teufel war (Voici le temps des assassins)
- 1956: Ein Mädchen aus Rom (Citta di notte)
- 1956: Verboten (Proibito)
- 1957: Der Faulpelz (Le chômeur de Clochemerle)
- 1957: Immer wenn das Licht ausgeht (Pot-Bouille)
- 1958: Die Schenke der Verlockung (Guinguette)
- 1962: Der Teufel und die Zehn Gebote (Le diable et les dix commandements)
- 1963: Alles in Butter (La cuisine au beurre)
- 1967: Allô Police (Fernsehserie, 1 Folge)
- 1971: Le Sauveur
- 1972: Der Mann aus Marseille (La Scoumoune)
- 1978: Der unheimliche Fremde (Attention, les enfants regardent)